# Jan Grzegorzewski (artysta)
Jan Władysław Grzegorzewski (ur. 20 czerwca 1914 w Poznaniu, zm. 25 marca 2008) – polski artysta plastyk, malarz, rzeźbiarz, grafik.
Ukończył studia w Akademii Sztuk Pięknych w Warszawie; oficer w stanie spoczynku. Podczas wojny organizował z ramienia Rady Głównej Opiekuńczej placówki opiekuńcze na terenie Podlasia. Po wojnie wykładowca w szkołach różnego typu, był m.in. nauczycielem w I Liceum Ogólnokształcącym im. Marcinkowskiego w Poznaniu.
Podstawowym rodzajem twórczości Jana Grzegorzewskiego jest malarstwo olejne, głównie portrety, konie, pejzaże. Zajmuje się również tworzeniem grafik w różnych technikach (suchoryt, akwaforta, drzeworyt). Tworzy również w różnych materiałach formy przestrzenne.
Przed wojną był autorem pomnika Żołnierza 57 Pułku Piechoty imienia Króla Karola w Poznaniu; w czasie wojny pomnik został zniszczony przez okupantów. Drugim rodzajem form przestrzennych są płaskorzeźby kute w blasze miedzianej oraz elementy metaloplastyczne stanowiące uzupełnienie form malarskich.

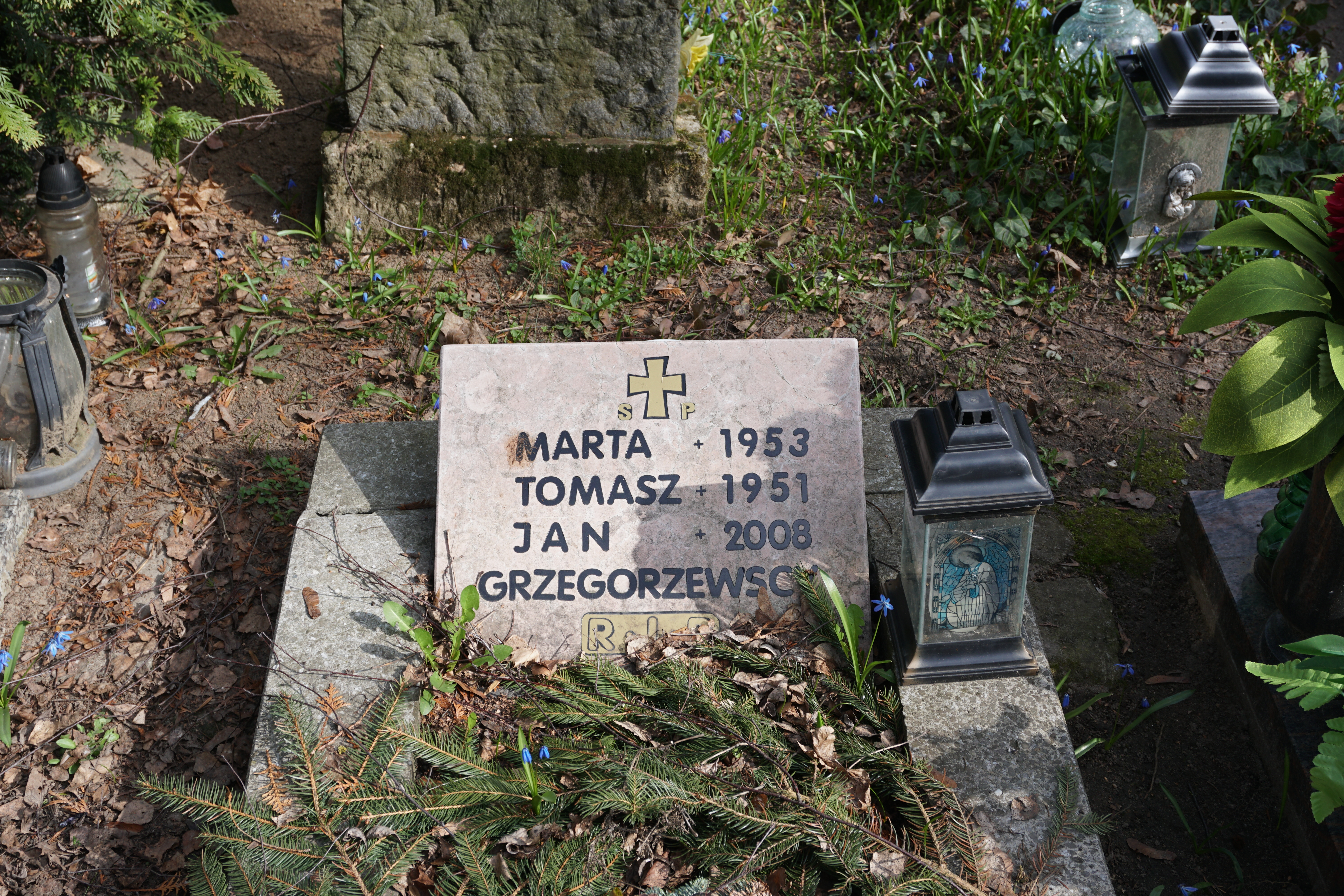
grób Jana Grzegorzewskiego na cmentarzu Jeżyckim w Poznaniu (P-61-40a)